# La vita di una chanteuse
La vita di una chanteuse è un film muto italiano del 1911 diretto da Gennaro Righelli.
Conosciuto anche con il titolo alternativo: Povera Dora!